# 8887 Шеерес
8887 Шеерес (8887 Scheeres) — астероїд головного поясу, відкритий 9 червня 1994 року.
Тіссеранів параметр щодо Юпітера — 3,368.